# Sixième livre de madrigaux (Carlo Gesualdo)
Pour les articles homonymes, voir Sixième livre de madrigaux.
Le Sixième livre de madrigaux (titre original en italien, Madrigali del principe di Venosa a cinque voci, Libro Sesto) est un recueil de vingt-trois madrigaux à cinq voix, composé et publié par Carlo Gesualdo en 1611. Les madrigaux sont composés sur des textes anonymes.  
Il s'agit du dernier recueil de madrigaux de Gesualdo.

## Effectif vocal
Les madrigaux sont composés pour cinq voix, à savoir le canto qui correspond à la voix supérieure, souvent tenue dans les interprétations modernes par une soprano, la deuxième voix,  l'alto (mezzo-soprano, contralto, ou contre-ténor), ensuite le tenore (ténor), le basso (basse), et le quinto. Cette dernière partie, n'équivaut pas à une tessiture précise, mais pouvait être chantée par une deuxième soprano, alto ou ténor selon les madrigaux, on désignait cette partie dans les traités musicaux du XVIe siècle sous la dénomination de vox vagans, signifiant « voix errante ». 

## Les madrigaux
1. Se la mia morte brami
2. Beltà, poi che t'assenti
3. Tu piangi, o Filli mia
4. Resta di darmi noia
5. Chiaro risplender suole
6. Io parto, e non più dissi
7. Mille volte il dí moro
8. O dolce mio tesoro
9. Deh, come invan sospiro
10. Io pur respiro in cosí gran dolore
11. Alme d'amor rubelle
12. Candido e verde fiore
13. Ardita Zanzaretta
14. Ardo per te, mio bene
15. Ancide sol la morte
16. Quel 'no' crudel che la mia speme ancise
17. Moro, lasso, al mio duolo
18. Volan quasi farfalle
19. Al mio gioir il ciel si fa sereno
20. Tu segui, o bella Clori
21. Ancor che per amarti
22. Già piansi nel dolore
23. Quando ridente e bella

## Composition
Certains enchaînements harmoniques du Sixième livre étaient véritablement « inouis » en leur temps, et le resteront jusqu'aux premières auditions d'œuvres comme le Requiem de Berlioz et l'opéra Tristan et Isolde de Wagner.[réf. nécessaire]
Le travail du contrepoint présente d'innombrables ruptures de rythmes (liées aux changements de champs lexicaux des poèmes, dont les vers sont brefs et remplis d'images fortes) et tend vers un équilibre plus dynamique, sinon « instable », entre les parties vocales. Les choix poétiques et musicaux du compositeur semblent ainsi soumis à une volonté de contrastes poussés à l'extrême.[réf. nécessaire]

## Éditions
Le Sixième livre de madrigaux est une œuvre tardive, imprimée deux ans avant la mort de son auteur par Giovanni Giacomo Carlino, sous la direction du prince lui-même, dans son palais de Gesualdo. Comme pour tous les livres de madrigaux de Gesualdo, chacune des cinq voix était publiée séparément, ce qui faisait cinq cahiers par livre de madrigaux.
En 1613, après la mort du compositeur, l'édition de l'imprimeur Giuseppe Pavoni, supervisée par le maître de chapelle Simone Molinaro, a la particularité de réunir les cinq parties vocales dans un seul livre. Cette édition fut reprise dès l'année suivante, et servit de base aux éditions modernes publiée depuis, notamment dans l'ordre des madrigaux. L'édition moderne du sixième livre fut comprise dans la publication de l'édition intégrale des œuvres de Gesualdo, de Wilhelm Weismann et Glenn Watkins, publiée dans la collection Deutscher Verlag für Musik en 1957–1967.

## Hommages
Igor Stravinsky a orchestré le second madrigal (Belta, poi che t'assenti) pour réaliser son Monumentum pro Gesualdo en 1960.

## Partition
- Madrigali a cinque voci. Libro sesto. Novamente ristampato, Stampa del gardano, Venise 1619, imprimée par Bartholomeo Magni.
- Don Carlo Gesualdo di Venosa, Sämtliche Werke Volume : VI : Madrigale, 6. Buch, édité par Wilhelm Weismann. coll. Deutscher Verlag für Musik, Hambourg,  édition Breitkopf & Haertel, 1957-1967.

## Discographie
- Libro VI de madrigali a cinque voci, Quintetto vocale italiano direction Angelo Ephrikian (1969, Arcophon ARCO-691 ; rééd. Newton Classics 8802136, 2012)
- Don Carlo Gesualdo, Madrigals books V & VI, Collegium Vocale Köln direction Wolfgang Fromme (1983-1990, CBS Maestro M2YK 46467)
- Libro Sesto Delli Madrigali, 1613, I Febi Armonici, direction Alan Curtis (1995, Symphonía SY 94133 ; rééd. Pan Classics 10229, 2011)
- Carlo Gesualdo, madrigaux livre VI, ensemble Métamorphoses, direction Maurice Bourbon (1998, Arion ARN68389)
- Don Carlo Gesualdo: Madrigali Libro 6, Kassiopeia Quintet (2009, Globe 5226)
- Carlo Gesualdo da Venosa : Madrigals book 5 & 6, Delitiæ Musicæ direction Marco Longhini (2013, Naxos 8.573147-9)
- Carlo Gesualdo da Venosa : Sesto Libro di Madrigali, La Compagnia del Madrigale (2013, Glossa GCD 922801) - Diapason d'Or Mars 2013.
- « O dolce mio tesoro » — Carlo Gesualdo, Madrigali a cinque voci, Libro sesto, Collegium Vocale Gent dirigé par Philippe Herreweghe (2016, Outhere LPH 024)
- Gesualdo: Madrigali, libro quinto & sesto, Les Arts florissants direction Paul Agnew (2023, Harmonia Mundi  HAF 8905311 12)